# Seguros Bolívar Open Cali 2011
Il Seguros Bolívar Open Cali 2011 è stato un torneo professionistico di tennis maschile giocato sulla terra rossa. È stata la 4ª edizione del torneo, facente parte dell'ATP Challenger Tour nell'ambito dell'ATP Challenger Tour 2011. Si è giocato a Cali in Colombia dal 19 al 25 settembre 2011.

## Partecipanti

### Teste di serie
| Nazionalità     | Giocatore              | Ranking* | Testa di serie |
| --------------- | ---------------------- | -------- | -------------- |
| Argentina       | Horacio Zeballos       | 109      | 1              |
| Colombia        | Alejandro Falla        | 114      | 2              |
| Argentina       | Facundo Bagnis         | 169      | 3              |
| Colombia        | Carlos Salamanca       | 172      | 4              |
| Rep. Dominicana | Víctor Estrella Burgos | 229      | 5              |
| Colombia        | Juan Sebastián Cabal   | 237      | 6              |
| Argentina       | Eduardo Schwank        | 242      | 7              |
| Colombia        | Alejandro González     | 257      | 8              |

- 1 Ranking al 12 settembre 2011.

### Altri partecipanti
Giocatori che hanno ricevuto una wild card:
- Nicolás Barrientos
- Felipe Escobar
- Alejandro Falla
- Horacio Zeballos

Giocatori che sono passati dalle qualificazioni:
- Juan Sebastián Gómez
- Juan Pablo Ortiz
- Michael Quintero
- Sebastián Serrano
- Steffen Zornosa (lucky loser)

## Campioni

### Singolare
Alejandro Falla ha battuto in finale  Eduardo Schwank con il punteggio di 6–4, 6–3

### Doppio
Juan Sebastián Cabal /  Robert Farah hanno battuto in finale  Facundo Bagnis /  Eduardo Schwank con il punteggio di 7–5, 6–2